# نظریه اسید–باز برونستد–لوری
نظریهٔ اسید-باز برونستد–لوری (به انگلیسی: Brønsted–Lowry) یک نظریه پیرامون واکنش اسید و باز است که در سال ۱۹۲۳ به‌طور مستقل توسط یوهانس نیکولاوس برونستد و توماس مارتین لوری پیشنهاد شد. مفهوم اساسی این نظریه این است که وقتی یک اسید و یک باز با یکدیگر واکنش نشان می‌دهند، اسید، باز مزدوج خود را و باز هم اسید مزدوج خود را تشکیل می‌دهد. این فرایند با تبادل یک پروتون (کاتیون هیدروژن یا +H) صورت می‌پذیرد. تا پیش از مطرح شدن این نظریه، نظریهٔ قالب در مجامع علمی توسط سوانت آرنیوس مطرح شده بود که از جامعیت کافی برخوردار نبود و در توضیح بسیاری از واکنش‌ها ناتوان بود. آرنیوس معتقد بود که اسید ماده‌ای است که در محلول آبی تفکیک شده و یون هیدروژن (+H) تولید می‌کند و باز ماده‌ای است که در محلول آبی تفکیکی شده و یون هیدروکسید (−OH) تولید می‌کند. نظریهٔ برونستد–لوری شکل تعمیم‌یافته‌ای از نظریه آرنیوس پیرامون اسیدها و بازها است، اما این نظریه نیز با تمام قوت‌های خود، کاستی‌هایی دارد از جمله این که برای واکنش‌هایی که در آن هیدروژن مبادله نمی‌شود یا در واکنش‌های مواد جامد، چندان کارایی ندارد.
پس از برونستد و لوری، گیلبرت لوئیس با مطرح کردن مفهوم اشتراک جفت الکترون ناپیوندی در واکنش‌ها، مشکل برونستد و لوری در واکنش‌های بدون تبادل پروتون را حل کرد. لوئیس معتقد بود باز ماده‌ای است که جفت الکترون ناپیوندی از دست می‌دهد و اسید ماده‌ای است که جفت الکترون ناپیوندی را می‌پذیرد. در طی این تبادل الکترون یک پیوند کووالانسی از نوع داتیو تشکیل می‌شود.
همچنین با مطرح شدن نظریه لوکس−فلود، مشکل واکنش‌های در حالت جامد نیز برطرف شد. طبق این نظریه جابجایی یون اکسید (O2−) عامل تشخیص اسید و باز است به این صورت که اسید به عنوان ماده ای تعریف می‌شود که O2−‎ می‌گیرد و باز ماده ای است که O2−‎ از دست می‌دهد.

## تعریف اسیدها و بازها
در نظریه آرنیوس، اسیدها به عنوان موادی تعریف می‌شوند که در محلول آبی تفکیک شده و +H (یون‌های هیدروژن یا همون پروتون) آزاد می‌کنند، در حالی که بازها موادی تعریف می‌شوند که در محلول آبی تفکیک شده و −OH (یون‌های هیدروکسید) را به وجود می‌آورند.
در سال ۱۹۲۳ دو شیمی فیزیک‌دان به نام‌های یوهانس نیکولاس برونستد در دانمارک و توماس مارتین لوری در انگلستان به‌طور مستقل از یکدیگر نظریه‌ای را ارائه دادند که نام آن‌ها بر آن نهاده شد. در نظریه برونستد–لوری، اسیدها و بازها بر اساس روشی که با یکدیگر واکنش نشان می‌دهند، تعریف می‌شوند؛ این امر موجب می‌شود که بتوان این نظریه را به انواع مختلفی از اسیدها و بازها تعمیم داد. این نظریه در معادلهٔ تعادلی زیر بیان شده‌است:
اسید + باز ⇌ باز مزدوج + اسید مزدوج.
با داشتن یک اسید، مثلاً HA، این معادله را می‌توان به صورت نمادین به شکل زیر نوشت:
{\displaystyle {\ce {HA + B <=> A- + HB+}}}
علامت واکنش تعادلی (⇌) به این دلیل استفاده می‌شود که این واکنش می‌تواند هم در مسیر رفت و هم برگشت انجام بپذیرد. اسید (HA) می‌تواند یک پروتون از دست بدهد تا به باز مزدوج آن یعنی −A تبدیل شود. باز‌ (B) نیز می‌تواند یک پروتون دریافت کند تا به اسید مزدوج خود (+HB) تبدیل شود. اکثر واکنش‌های اسید-باز سریع هستند به طوری که اجزای واکنش معمولاً در تعادل دینامیکی با یکدیگر قرار دارند.

## محلول آبی

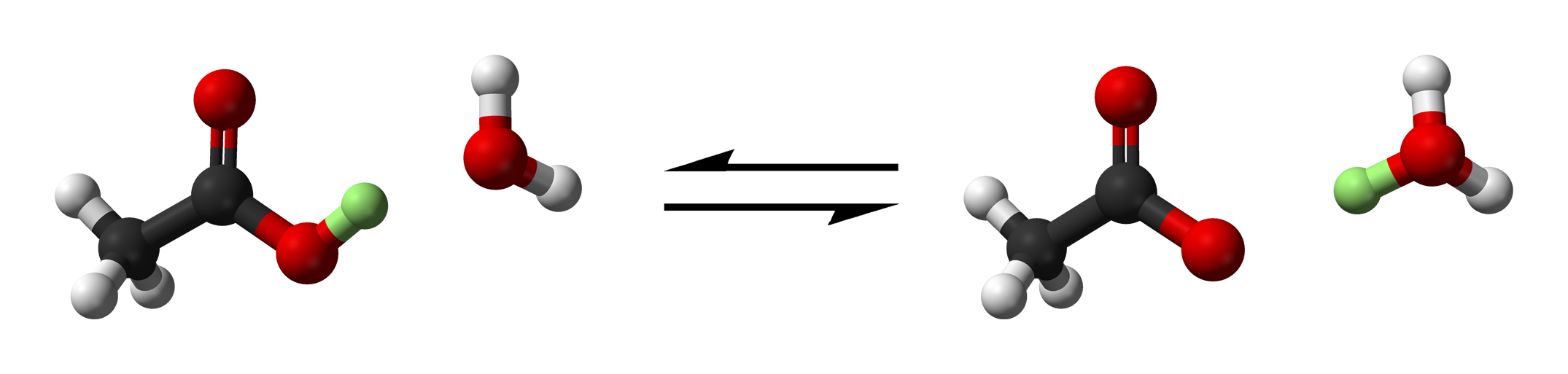
استیک اسید که یک اسید ضعیف است، یک پروتون (یون هیدروژن که با رنگ سبز مشخص شده) طی واکنش تعادلی به آب می‌دهد تا یون استات و هیدرونیوم تولید شود. در تصویر، رنگ قرمز اتم‌های اکسیژن، سیاه اتم‌های کربن و سفید اتم‌های هیدروژن را نشان می‌دهد.

واکنش اسید-باز زیر را در نظر بگیرید:
{\displaystyle {\ce {CH3 COOH + H2O <=> CH3 COO ^{-}+ H3O+}}}
اسید استیک، CH3COOH، یک اسید است، زیرا یک پروتون به آب (H2O) می‌دهد و به باز مزدوج آن یعنی یون استات (−CH3COO) تبدیل می‌شود. آب (H2O) نیز یک باز است چرا که یک پروتون از CH3COOH می‌پذیرد و به اسید مزدوج آن یعنی یون هیدرونیوم (+H3O) تبدیل می‌شود.
مسیر برگشت یک واکنش اسید-باز نیز یک واکنش اسید-باز است که بین اسید مزدوج و باز مزدوج تشکیل شده از واکنش رفت، اتفاق می‌افتد. در مثال بالا، استات نقش باز و یون هیدرونیوم نقش اسید را در واکنش برگشت بر عهده دارند.
{\displaystyle {\ce {H3O ^{+}+ CH3 COO- <=> CH3 COOH + H2O}}}
مزیت نظریه برونستد–لوری این است که، بر‌خلاف نظریه آرنیوس، نیازی به تفکیک اسید وجود ندارد.

## مواد آمفوتری

طبیعت آمفوتری آب

اساس نظریه برونستد-لوری این است که یک اسید فقط در رابطه با یک باز وجود دارد و به طور مقابل یک باز تنها در رابطه با یک اسید به‌وجود می‌آید. در این نظریه، آب به عنوان یک مادهٔ آمفوتر می‌تواند به عنوان یک اسید یا یک باز عمل کند. در تصویر سمت چپ، یک مولکول H2O به عنوان باز، یک پروتون(+H) دریافت می‌کند و به +H3O تبدیل می‌شود، در حالی که مولکول دیگر به عنوان یک اسید عمل می‌کند و یک پروتون (+H) از دست می‌دهد و به −OH تبدیل می‌شود.
مثال دیگری از موارد آمفوتری، آلومینیم هیدروکسید با فرمول شیمیایی Al(OH)3 است که هم به صورت اسید و هم به صورت باز عمل می‌کند:
{\displaystyle {\ce {Al (OH)3 + OH- <=> Al(OH)^{-}4}}}، به عنوان یک اسید عمل می‌کند
{\displaystyle {\ce {3H+ + Al (OH)3<=> 3H2O + Al^{3+}(aq)}}}، به عنوان یک باز عمل می‌کند

### محلول‌های غیر آبی
بر اساس واکنش خود تفکیکی زیر، یون هیدروژن یا یون هیدرونیوم یک اسید برونستد-لوری و یون هیدروکسید یک باز برونستد-لوری در محلول‌های آبی است.
{\displaystyle {\ce {H2O + H2O <=> H3O+ + OH-}}}
واکنش مشابهی در آمونیاک مایع رخ می‌دهد.
{\displaystyle {\ce {NH3 + NH3 <=> NH4+ + NH2^{-}}}}
بر اساس این واکنش، یون آمونیوم (NH+
4) همانند یون هیدرونیوم موجود در آب عمل می‌کند و یون آمید (NH−
2) نیز همانند یون هیدروکسید در محلول آبی عمل می‌کند. ازاین‌رو نمک‌های آمونیوم به عنوان اسید و آمیدها به عنوان باز عمل می‌کنند.
برخی از حلال‌های غیر آبی در رابطه با اسیدهای برونستد-لوری می‌توانند به عنوان باز رفتار کنند، بدین جهت که می‌توانند پذیرندهٔ پروتون باشند.
{\displaystyle {\ce {HA + S <=> A- + SH+}}}
در این معادله S نشان دهنده یک مولکول حلال است. مهمترین حلال‌های این دسته عبارتند از دی‌متیل سولفوکسید و استونیتریل (CH3CN) که هر دو به‌طور گسترده‌ای برای اندازه‌گیری ثابت تفکیک اسیدی مولکول‌های آلی مورد استفاده قرار می‌گیرند. از آنجایی که دی‌متیل سولفوکسید در مقایسه با مولکول آب پذیرندهٔ قوی‌تری برای پروتون است، اسیدها در این حلال نسبت به آب  قدرت بیشتری دارند. در واقع، بسیاری از مولکول‌ها در محلول‌های غیر آبی به عنوان اسید رفتار می‌کنند در حالی که این رفتار از آن‌ها در محلول آبی مشاهده نمی‌شود. یک مورد شدید از این دست با کربن اسیدها رخ می‌دهد که در آن پروتون از پیوند C–H استخراج می‌شود.
برخی از حلال‌های غیر آبی می‌توانند به عنوان یک اسید رفتار کنند. یک حلال اسیدی خاصیت بازی مواد حل شده در آن را افزایش می‌دهد. به عنوان مثال، ترکیب CH3COOH به دلیل رفتار اسیدی خود در آب به استیک اسید معروف است. با این حال این ماده در حلال هیدروژن کلرید مایع که یک حلال بسیار اسیدی‌تر است به عنوان یک باز رفتار می‌کند.
{\displaystyle {\ce {HCl + CH3COOH <=> Cl- + CH3C(OH)2+}}}

## مقایسه با نظریه اسید–باز لوئیس
در همان سالی که برونستد و لوری نظریه خود را منتشر کردند، جی ان لوییس یک تئوری جایگزین برای واکنش‌های اسید-باز پیشنهاد داد. نظریهٔ لوئیس مبتنی بر ساختار الکترونیکی بود. باز لوئیس به عنوان ترکیبی تعریف شد که می‌تواند یک جفت الکترونی به یک اسید لوئیس اهدا کند، و اسید نیز ترکیبی بود که می‌توانست این جفت الکترون را بپذیرد. نظریهٔ پیشنهادی لوئیس می‌توانست توضیحی برای طبقه‌بندی نظریهٔ برونستد-لوری از نظر ساختار الکترونیکی ارائه دهد.
{\displaystyle {\ce {HA + B <=> A- + BH+}}}
در معادلهٔ شیمیایی بالا، هم باز (B) و هم باز مزدوج (−A) یک جفت الکترون تنها دارند و پروتون، که یک اسید لوئیسی است، بین آنها جابجا می‌شود.

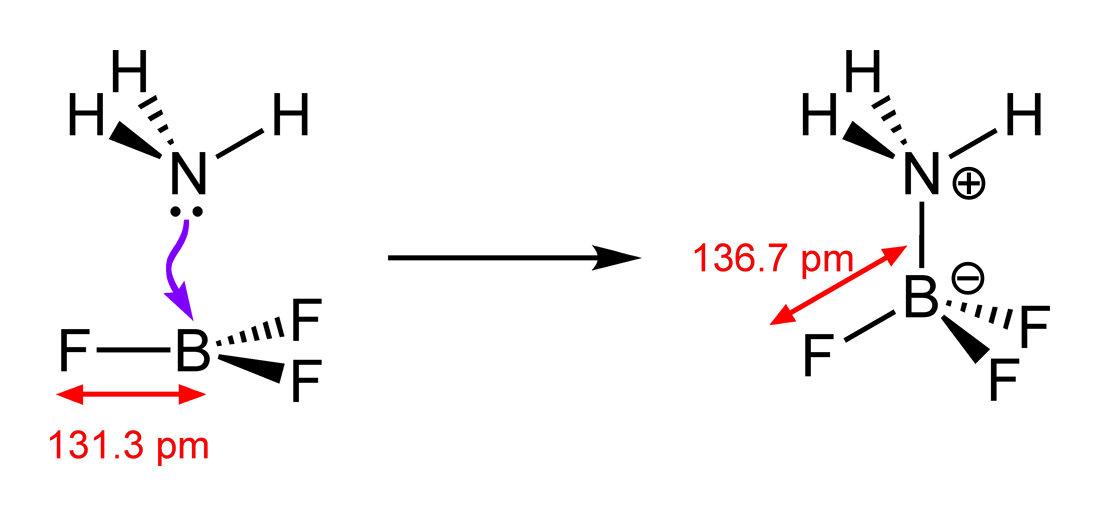
واکنش افزایشی آمونیاک و بور تری‌فلورید نمونه‌ای از واکنش اسید-باز لوئیسی است که طی آن آمونیاک یک جفت الکترون به بور تری‌فلورید می‌دهد در نتیجه آمونیاک یک باز لوئیسی و بور تری‌فلورید یک اسید لوئیسی است.

در نظریه لوئیس اسید (A) و باز (B)، تشکیل یک ترکیب (AB) را می‌دهند که در آن یک جفت الکترون برای ایجاد یک پیوند کووالانسی از نوع داتیو بین A و B مورد استفاده قرار می‌گیرد. به عنوان مثال می‌توان به تشکیل ترکیب H3N−BF3 از واکنش آمونیاک و بور تری فلوئورید اشاره کرد؛ این واکنش نمی‌تواند در محلول آبی انجام شود چرا که بور تری فلوئورید به شدت با آب در یک واکنش هیدرولیز شرکت می‌کند.
{\displaystyle {\ce {BF3 + 3H2O -> B (OH)3 + 3HF}}}
{\displaystyle {\ce {HF <=> H+ + F-}}}
این واکنش‌ها نشان می‌دهند که BF3 هم در طبقه‌بندی لوئیس و هم در طبقه‌بندی برونستد-لوری یک اسید است و این یافته بر سازگاری بین هر دو نظریه تأکید می‌کند.
بوریک اسید با توجه به واکنش زیر به عنوان یک اسید لوئیس شناخته می‌شود.
{\displaystyle {\ce {B(OH)3 + H2O <=> B(OH)4- + H+}}}
در این مورد اسید تفکیک نمی‌شود، بلکه H2O که نقش باز را ایفا می‌کند تفکیک می‌شود. محلول B(OH)3 خاصیت اسیدی دارد زیرا یون‌های هیدروژن در این واکنش آزاد می‌شوند.
شواهد محکمی وجود دارد که محلول‌های رقیق آبی آمونیاک حاوی مقادیر ناچیز یون آمونیوم هستند و در صورت حل شدن در آب، آمونیاک به عنوان باز لوئیس عمل می‌کند.
{\displaystyle {\ce {H2O + NH3 -> OH- + NH+4}}}

## مقایسه با نظریه لوکس–فلود
واکنش‌های بین اکسیدها در حالت جامد یا مایع در نظریه برونستد–لوری گنجانده نشده‌است. به عنوان مثال، واکنش زیر:
{\displaystyle {\ce {2MgO + SiO2 -> Mg2 SiO4}}}
در محدوده تعریف برونستد و لوری از اسیدها و بازها قرار نمی‌گیرد. از طرف دیگر، منیزیم اکسید هنگام واکنش با محلول آبیِ یک اسید به عنوان یک باز عمل می‌کند.
{\displaystyle {\ce {2H+ + MgO(s) -> Mg^{2+}(aq) + 2H2O}}}
بر اساس تعریف برونستد-لوری، پیش‌بینی شده‌است که محلول SiO2 یک اسید ضعیف باشد.
{\displaystyle {\ce {SiO2(s) + 2H2O <=> Si(OH)4 (solution)}}}
{\displaystyle {\ce {Si(OH)4 <=> Si(OH)3O- + H+}}}
در نظریه لوکس-فلود، جابجایی یون اکسید (O2−) عامل تشخیص اسید و باز است. با توجه به این نظریه، ترکیباتی مانند MgO و SiO2 در حالت جامد ممکن است به عنوان اسید یا باز دسته‌بندی شوند. به عنوان مثال، کانی الیوین را می‌توان به عنوان یک ترکیب از اکسید بازیِ منیزیم (MgO) و اکسید اسیدیِ سیلیس (SiO2) در نظر گرفت. این طبقه‌بندی در علم زمین‌شیمی از اهمیت بالایی برخوردار است.